# Peromyia denotata
Peromyia denotata är en tvåvingeart som beskrevs av Jaschhof 2009. Peromyia denotata ingår i släktet Peromyia, och familjen gallmyggor. Arten är reproducerande i Sverige.